# Hartmut Bühl
Hartmut Bühl (* 25. Februar 1940 in Karlsruhe) ist ein deutscher Oberst außer Dienst und Publizist.
Im Jahre 1960 trat er in die Artillerietruppe der Bundeswehr ein. Er durchlief die Ausbildung zum Offizier im Generalstabsdienst an der École supérieure de guerre in Paris.
Nach abgeschlossener Ausbildung zum Offizier im Generalstabsdienst wurde er ab 1980 im Führungsstab der Streitkräfte im Bundesministerium der Verteidigung in Bonn verwendet. 1980/81 war er Militärpolitischer Berater in der Delegation der Bundesrepublik Deutschland beim 2. KSZE-Folgetreffen in Madrid. Von 1982 bis 1986 war er Referent für Sicherheitspolitik im Bonner Bundeskanzleramt unter Helmut Schmidt (SPD) und Helmut Kohl (CDU). Von 1986 bis 1989 war er Heeresattaché an der Deutschen Botschaft in Paris. 1991/92 war er Stellvertreter des Kommandeurs der Heimatschutzbrigade 64 in Trier. Danach war er stellvertretender Chef des Stabes und Leiter Operationsführung des Eurokorps in Straßburg. Von 1996 bis 1998 war er Kommandeur des Verteidigungsbezirkskommandos 43 in Darmstadt. Danach trat er außer Dienst.
1998 wurde er Vizepräsident und Marketingdirektor bei Euromissile in Paris und 2001 Vizepräsident und Direktor für EU-Politik und NATO bei EADS in Brüssel. Von 2005 bis 2007 war er Teamleiter Kommunikation bei AGS Industries in Brüssel. Danach wurde er Redakteur für europäische Angelegenheiten und Leiter des Brüssler Büros des Behörden Spiegels. 2008 war er Consultant für EU Security and Defence Policy and NATO. Seit 2008 ist er Chefredakteur und Herausgeber von The European – Security and Defence Union.
Im Jahre 1981 war er Gründungsmitglied der NGO EuroDefense. 2001 wurde er Mitglied des Beirates des Brüssler Thinktanks Security & Defence Agenda. Als Berater der französischen Gemeinde Berchères-sur-Vesgre tritt er seit 2008 in Erscheinung.

## Auszeichnungen
- 1993: Bundesverdienstkreuz 1. Klasse
- 1993: Französischer Nationalverdienstorden (Kommandeur)
- 1998: Meritorious Service Medal
- 2004: Mitglied der Ehrenlegion (Ritter)

## Schriften (Auswahl)
- mit Ortwin Buchbender, Heinrich Quaden: Sicherheit und Frieden. Handbuch der weltweiten sicherheitspolitischen Verflechtungen. Militärbündnisse, Rüstungen, Strategien. Analysen zu den globalen und regionalen Bedingungen unserer Sicherheit. Mittler, Herford 1983, ISBN 3-8132-0172-4. (4. Auflage 2000: Wörterbuch zur Sicherheitspolitik. Mit Stichworten zur Bundeswehr von Ortwin Buchbender, Hartmut Bühl, Harald Kujat, Karl Heinz Schreiner und Oliver Bruzek unter Mitwirkung von Ernst-Christoph Meier und Heinrich Quaden)
- mit Günter Brakelmann, Eberhard Müller: Bändigung der Macht. Beiträge zur Friedenspolitik. Mittler, Herford u. a. 1986, ISBN 3-8132-0232-1.
- mit Friedrich Vogel (Hrsg.): Wehrdienst aus Gewissensgründen. Zur politischen und ethischen Legitimation der Verteidigung. Mittler, Herford u. a. 1987, ISBN 3-8132-0268-2.
- Strategiediskussion. NATO-Strategie im Wandel – alternative Sicherheitskonzepte – strategische Defensive. Herford u. a. 1987, ISBN 3-8132-0257-7.
- mit Klaus Achmann: 20. Juli 1944. Lebensbilder aus dem militärischen Widerstand (= Schriftenreihe offene Worte). Mittler, Berlin u. a. 1994, ISBN 3-8132-0456-1. (3. Auflage 1999)
- mit Eberhard Stammler (Hrsg.): Streit um den Frieden. Diskussion um Macht und Moral. Bernard und Graefe, Bonn 2001, ISBN 3-7637-6226-4.